# ピーター・ビジウ
ピーター・ビジウ（Peter Biziou, 1944年8月8日 - ）はウェールズ出身の撮影監督。1973年からアラン・パーカー監督の作品に携わるようになり、1988年の『ミシシッピー・バーニング』でアカデミー撮影賞、英国アカデミー賞 撮影賞を受賞した。

## 主な作品
- ダウンタウン物語 Bugsy Malone （1976年）
- ライフ・オブ・ブライアン Life of Brian （1979年）
- バンデットQ Time Bandits （1981年）
- ピンク・フロイド/ザ・ウォール Pink Floyd The Wall （1982年）
- アナザー・カントリー Another Country （1983年）
- ナインハーフ Nine 1/2 Weeks （1985年）
- ワールド・アパート A World Apart （1988年）
- ミシシッピー・バーニング Mississippi Burning （1988年）
- ローゼンクランツとギルデンスターンは死んだ Rosencrantz & Guildenstern Are Dead （1990年）
- ダメージ Damage （1992年）
- シティ・オブ・ジョイ City of Joy （1992年）
- 父の祈りを In the Name of the Father （1993年）
- リチャード三世 Richard III （1995年）
- トゥルーマン・ショー The Truman Show （1998年）
- 運命の女 Unfaithful （2002年）
- ラヴェンダーの咲く庭で Ladies in Lavender （2004年）
- すべてはその朝始まった Derailed （2005年）